# Collegio elettorale di Oristano I (Regno di Sardegna)
Il collegio elettorale di Oristano I è stato un collegio elettorale uninominale del Regno di Sardegna nell'allora provincia di Isili. Fu istituito con il Regio editto del 17 marzo 1848.

## Dati elettorali
Nel collegio si svolsero votazioni per tutte le sette legislature. 
Con la riforma del 1856, il collegio perse l'ordinale e fu denominato semplicemente collegio di Oristano. 
Nella nuova configurazione comprendeva i territori di Oristano, Cabras, Milis, Simaxis, Solarussa e Fordongianus.

### I legislatura
Le votazioni si svolsero in 222 collegi uninominali a doppio turno. Come previsto dal decreto n. 680 del 17 marzo 1848, era eletto al primo turno il candidato che «riunisce in suo favore più del terzo dei voti del total numero dei membri componenti il collegio e più della metà dei suffragi dati dai votanti presenti all'adunanza» (art. 92). Se nessun candidato era eletto, al ballottaggio tra i due candidati con più voti era eletto chi otteneva il maggior numero di voti (art. 93) o, in caso di ugual numero di voti, il maggiore d'età (art. 94).
| Partito                            | Partito                            | Candidato                          | Primo turno 17 aprile 1848 | Primo turno 17 aprile 1848 | Ballottaggio 19 aprile 1848 | Ballottaggio 19 aprile 1848 |
| Partito                            | Partito                            | Candidato                          | Voti                       | %                          | Voti                        | %                           |
| ---------------------------------- | ---------------------------------- | ---------------------------------- | -------------------------- | -------------------------- | --------------------------- | --------------------------- |
|                                    | —                                  | Girolamo Azuni                     | 111                        | 59,04                      | 201                         | 80,40                       |
|                                    | —                                  | Salvatore De Castro                | 77                         | 40,96                      | 49                          | 19,60                       |
|                                    |                                    |                                    |                            |                            |                             |                             |
| Iscritti                           | Iscritti                           | Iscritti                           | 355                        | 100,00                     | 355                         | 100,00                      |
| ↳ Votanti (% su iscritti)          | ↳ Votanti (% su iscritti)          | ↳ Votanti (% su iscritti)          | 227                        | 63,94                      | 252                         | 70,99                       |
| ↳ Voti validi (% su votanti)       | ↳ Voti validi (% su votanti)       | ↳ Voti validi (% su votanti)       | 188                        | 82,82                      | 250                         | 99,21                       |
| ↳ Schede non valide (% su votanti) | ↳ Schede non valide (% su votanti) | ↳ Schede non valide (% su votanti) | 39                         | 17,18                      | 2                           | 0,79                        |
| ↳ Astenuti (% su iscritti)         | ↳ Astenuti (% su iscritti)         | ↳ Astenuti (% su iscritti)         | 128                        | 36,06                      | 103                         | 29,01                       |

Il 16 maggio 1848 fu annullata l'elezione dell'onorevole Azuni, perché la carica ricoperta, archivista con grado d'intendente, era non compatibile con la deputatura. Il collegio fu riconvocato
| Partito                            | Partito                            | Candidato                          | Primo turno 26 giugno 1848 | Primo turno 26 giugno 1848 | Ballottaggio 27 giugno 1848 | Ballottaggio 27 giugno 1848 |
| Partito                            | Partito                            | Candidato                          | Voti                       | %                          | Voti                        | %                           |
| ---------------------------------- | ---------------------------------- | ---------------------------------- | -------------------------- | -------------------------- | --------------------------- | --------------------------- |
|                                    | —                                  | Giovanni Antonio Tola              | 105                        | 81,40                      | 97                          | 83,62                       |
|                                    | —                                  | Pietro Martini                     | 24                         | 18,60                      | 19                          | 16,38                       |
|                                    |                                    |                                    |                            |                            |                             |                             |
| Iscritti                           | Iscritti                           | Iscritti                           | 355                        | 100,00                     | 355                         | 100,00                      |
| ↳ Votanti (% su iscritti)          | ↳ Votanti (% su iscritti)          | ↳ Votanti (% su iscritti)          | 193                        | 54,37                      | 124                         | 34,93                       |
| ↳ Voti validi (% su votanti)       | ↳ Voti validi (% su votanti)       | ↳ Voti validi (% su votanti)       | 129                        | 66,84                      | 116                         | 93,55                       |
| ↳ Schede non valide (% su votanti) | ↳ Schede non valide (% su votanti) | ↳ Schede non valide (% su votanti) | 64                         | 33,16                      | 8                           | 6,45                        |
| ↳ Astenuti (% su iscritti)         | ↳ Astenuti (% su iscritti)         | ↳ Astenuti (% su iscritti)         | 162                        | 45,63                      | 231                         | 65,07                       |

### II legislatura
Le votazioni si svolsero in 222 collegi uninominali a doppio turno con la stessa normativa precedente (al primo turno un numero di voti maggiore di un terzo degli iscritti).
| Partito                            | Partito                            | Candidato                          | Primo turno 15 gennaio 1849 | Primo turno 15 gennaio 1849 | Ballottaggio 16 gennaio 1849 | Ballottaggio 16 gennaio 1849 |
| Partito                            | Partito                            | Candidato                          | Voti                        | %                           | Voti                         | %                            |
| ---------------------------------- | ---------------------------------- | ---------------------------------- | --------------------------- | --------------------------- | ---------------------------- | ---------------------------- |
|                                    | —                                  | Antonio Lorù                       | 17                          | 28,81                       | 45                           | 54,88                        |
|                                    | —                                  | Giacomo Carta                      | 42                          | 71,19                       | 37                           | 45,12                        |
|                                    |                                    |                                    |                             |                             |                              |                              |
| Iscritti                           | Iscritti                           | Iscritti                           | 355                         | 100,00                      | 355                          | 100,00                       |
| ↳ Votanti (% su iscritti)          | ↳ Votanti (% su iscritti)          | ↳ Votanti (% su iscritti)          | 173                         | 48,73                       | 84                           | 23,66                        |
| ↳ Voti validi (% su votanti)       | ↳ Voti validi (% su votanti)       | ↳ Voti validi (% su votanti)       | 59                          | 34,10                       | 82                           | 97,62                        |
| ↳ Schede non valide (% su votanti) | ↳ Schede non valide (% su votanti) | ↳ Schede non valide (% su votanti) | 114                         | 65,90                       | 2                            | 2,38                         |
| ↳ Astenuti (% su iscritti)         | ↳ Astenuti (% su iscritti)         | ↳ Astenuti (% su iscritti)         | 182                         | 51,27                       | 271                          | 76,34                        |

### IV legislatura
Le votazioni si svolsero in 204 collegi uninominali a doppio turno con la normativa del 1848 (al primo turno un numero di voti maggiore di un terzo degli iscritti).
| Partito                            | Partito                            | Candidato                          | Risultati 13 dicembre 1849 | Risultati 13 dicembre 1849 |
| Partito                            | Partito                            | Candidato                          | Voti                       | %                          |
| ---------------------------------- | ---------------------------------- | ---------------------------------- | -------------------------- | -------------------------- |
|                                    | —                                  | Teodoro De Rossi di Santa Rosa     | 191                        | 83,04                      |
|                                    | —                                  | Giacomo Carta                      | 39                         | 16,96                      |
|                                    |                                    |                                    |                            |                            |
| Iscritti                           | Iscritti                           | Iscritti                           | 473                        | 100,00                     |
| ↳ Votanti (% su iscritti)          | ↳ Votanti (% su iscritti)          | ↳ Votanti (% su iscritti)          | 272                        | 57,51                      |
| ↳ Voti validi (% su votanti)       | ↳ Voti validi (% su votanti)       | ↳ Voti validi (% su votanti)       | 230                        | 84,56                      |
| ↳ Schede non valide (% su votanti) | ↳ Schede non valide (% su votanti) | ↳ Schede non valide (% su votanti) | 42                         | 15,44                      |
| ↳ Astenuti (% su iscritti)         | ↳ Astenuti (% su iscritti)         | ↳ Astenuti (% su iscritti)         | 201                        | 42,49                      |

L'onorevole De Rossi il 4 gennaio 1850 optò per il collegio di Utelle. Il collegio fu riconvocato.
| Partito                            | Partito                            | Candidato                          | Primo turno 2 febbraio 1850 | Primo turno 2 febbraio 1850 | Ballottaggio 3 febbraio 1850 | Ballottaggio 3 febbraio 1850 |
| Partito                            | Partito                            | Candidato                          | Voti                        | %                           | Voti                         | %                            |
| ---------------------------------- | ---------------------------------- | ---------------------------------- | --------------------------- | --------------------------- | ---------------------------- | ---------------------------- |
|                                    | —                                  | Giacomo Carta                      | 77                          | 68,75                       | 59                           | 67,05                        |
|                                    | —                                  | Pietro Luigi Salaris               | 35                          | 31,25                       | 29                           | 32,95                        |
|                                    |                                    |                                    |                             |                             |                              |                              |
| Iscritti                           | Iscritti                           | Iscritti                           | 473                         | 100,00                      | 473                          | 100,00                       |
| ↳ Votanti (% su iscritti)          | ↳ Votanti (% su iscritti)          | ↳ Votanti (% su iscritti)          | 141                         | 29,81                       | 88                           | 18,60                        |
| ↳ Voti validi (% su votanti)       | ↳ Voti validi (% su votanti)       | ↳ Voti validi (% su votanti)       | 112                         | 79,43                       | 88                           | 100,00                       |
| ↳ Schede non valide (% su votanti) | ↳ Schede non valide (% su votanti) | ↳ Schede non valide (% su votanti) | 29                          | 20,57                       | 0                            | 0,00                         |
| ↳ Astenuti (% su iscritti)         | ↳ Astenuti (% su iscritti)         | ↳ Astenuti (% su iscritti)         | 332                         | 70,19                       | 385                          | 81,40                        |

### V legislatura
Le votazioni si svolsero in 204 collegi uninominali a doppio turno con la normativa del 1848 (al primo turno un numero di voti maggiore di un terzo degli iscritti).
| Partito                            | Partito                            | Candidato                          | Primo turno 8 dicembre 1853 | Primo turno 8 dicembre 1853 | Ballottaggio 9 dicembre 1853 | Ballottaggio 9 dicembre 1853 |
| Partito                            | Partito                            | Candidato                          | Voti                        | %                           | Voti                         | %                            |
| ---------------------------------- | ---------------------------------- | ---------------------------------- | --------------------------- | --------------------------- | ---------------------------- | ---------------------------- |
|                                    | —                                  | Giacomo Carta                      | 76                          | 95,00                       | 31                           | 88,57                        |
|                                    | —                                  | Salvatore De Castro                | 4                           | 5,00                        | 4                            | 11,43                        |
|                                    |                                    |                                    |                             |                             |                              |                              |
| Iscritti                           | Iscritti                           | Iscritti                           | 471                         | 100,00                      | 471                          | 100,00                       |
| ↳ Votanti (% su iscritti)          | ↳ Votanti (% su iscritti)          | ↳ Votanti (% su iscritti)          | 91                          | 19,32                       | 37                           | 7,86                         |
| ↳ Voti validi (% su votanti)       | ↳ Voti validi (% su votanti)       | ↳ Voti validi (% su votanti)       | 80                          | 87,91                       | 35                           | 94,59                        |
| ↳ Schede non valide (% su votanti) | ↳ Schede non valide (% su votanti) | ↳ Schede non valide (% su votanti) | 11                          | 12,09                       | 2                            | 5,41                         |
| ↳ Astenuti (% su iscritti)         | ↳ Astenuti (% su iscritti)         | ↳ Astenuti (% su iscritti)         | 380                         | 80,68                       | 434                          | 92,14                        |

Per effetto della legge 27 gennaio 1859 il collegio, prese il nome di Oristano, e fu per sorteggio rappresentato dallo stesso deputato Carta, già eletto nelle elezioni generali del 1853.

### VI legislatura
Le votazioni si svolsero in 204 collegi uninominali a doppio turno dopo la modifica dei collegi della Sardegna nel 1856; venne applicata la normativa del 1848 (al primo turno un numero di voti maggiore di un terzo degli iscritti).
| Partito                            | Partito                            | Candidato                          | Risultati 15 novembre 1857 | Risultati 15 novembre 1857 |
| Partito                            | Partito                            | Candidato                          | Voti                       | %                          |
| ---------------------------------- | ---------------------------------- | ---------------------------------- | -------------------------- | -------------------------- |
|                                    | —                                  | Giacomo Margotti                   | 398                        | 68,15                      |
|                                    | —                                  | Efisio D'Arcais                    | 186                        | 31,85                      |
|                                    |                                    |                                    |                            |                            |
| Iscritti                           | Iscritti                           | Iscritti                           | 1 153                      | 100,00                     |
| ↳ Votanti (% su iscritti)          | ↳ Votanti (% su iscritti)          | ↳ Votanti (% su iscritti)          | 665                        | 57,68                      |
| ↳ Voti validi (% su votanti)       | ↳ Voti validi (% su votanti)       | ↳ Voti validi (% su votanti)       | 584                        | 87,82                      |
| ↳ Schede non valide (% su votanti) | ↳ Schede non valide (% su votanti) | ↳ Schede non valide (% su votanti) | 81                         | 12,18                      |
| ↳ Astenuti (% su iscritti)         | ↳ Astenuti (% su iscritti)         | ↳ Astenuti (% su iscritti)         | 488                        | 42,32                      |

La Camera deliberò il 12 gennaio 1858 un'inchiesta giudiziaria per irregolarità denunziate da proteste. Accertate le irregolarità, quali imperfetta redazione dei verbali, irregolare sistemazione della sala della votazione e distribuzione di schede fatta prima dell'appello, l'elezione fu annullata il 1º giugno 1858. Il collegio fu riconvocato.
| Partito                            | Partito                            | Candidato                          | Primo turno 11 luglio 1858 | Primo turno 11 luglio 1858 | Ballottaggio 15 luglio 1858 | Ballottaggio 15 luglio 1858 |
| Partito                            | Partito                            | Candidato                          | Voti                       | %                          | Voti                        | %                           |
| ---------------------------------- | ---------------------------------- | ---------------------------------- | -------------------------- | -------------------------- | --------------------------- | --------------------------- |
|                                    | —                                  | Giuseppe Corrias                   | 480                        | 62,42                      | 666                         | 68,94                       |
|                                    | —                                  | Giacomo Margotti                   | 289                        | 37,58                      | 300                         | 31,06                       |
|                                    |                                    |                                    |                            |                            |                             |                             |
| Iscritti                           | Iscritti                           | Iscritti                           | 1 469                      | 100,00                     | 1 469                       | 100,00                      |
| ↳ Votanti (% su iscritti)          | ↳ Votanti (% su iscritti)          | ↳ Votanti (% su iscritti)          | 779                        | 53,03                      | 969                         | 65,96                       |
| ↳ Voti validi (% su votanti)       | ↳ Voti validi (% su votanti)       | ↳ Voti validi (% su votanti)       | 769                        | 98,72                      | 966                         | 99,69                       |
| ↳ Schede non valide (% su votanti) | ↳ Schede non valide (% su votanti) | ↳ Schede non valide (% su votanti) | 10                         | 1,28                       | 3                           | 0,31                        |
| ↳ Astenuti (% su iscritti)         | ↳ Astenuti (% su iscritti)         | ↳ Astenuti (% su iscritti)         | 690                        | 46,97                      | 500                         | 34,04                       |

### VII legislatura
Le votazioni si svolsero in 387 collegi uninominali a doppio turno. Come previsto dalla legge elettorale del 20 novembre 1859, era eletto al primo turno il candidato che «riunisce in suo favore più del terzo dei voti del total numero dei membri componenti il collegio e più della metà dei suffragi dati dai votanti presenti all'adunanza» (art. 91). Se nessun candidato era eletto, al ballottaggio tra i due candidati con più voti era eletto chi otteneva il maggior numero di voti (art. 92) o, in caso di ugual numero di voti, il maggiore d'età (art. 93).
| Partito                            | Partito                            | Candidato                          | Risultati 25 marzo 1860 | Risultati 25 marzo 1860 |
| Partito                            | Partito                            | Candidato                          | Voti                    | %                       |
| ---------------------------------- | ---------------------------------- | ---------------------------------- | ----------------------- | ----------------------- |
|                                    | —                                  | Giuseppe Corrias                   | 196                     | 91,59                   |
|                                    | —                                  | Giovanni Battista Tuveri           | 9                       | 4,21                    |
|                                    | —                                  | Efisio D'Arcais                    | 9                       | 4,21                    |
|                                    |                                    |                                    |                         |                         |
| Iscritti                           | Iscritti                           | Iscritti                           | 1 458                   | 100,00                  |
| ↳ Votanti (% su iscritti)          | ↳ Votanti (% su iscritti)          | ↳ Votanti (% su iscritti)          | 533                     | 36,56                   |
| ↳ Voti validi (% su votanti)       | ↳ Voti validi (% su votanti)       | ↳ Voti validi (% su votanti)       | 214                     | 40,15                   |
| ↳ Schede non valide (% su votanti) | ↳ Schede non valide (% su votanti) | ↳ Schede non valide (% su votanti) | 319                     | 59,85                   |
| ↳ Astenuti (% su iscritti)         | ↳ Astenuti (% su iscritti)         | ↳ Astenuti (% su iscritti)         | 925                     | 63,44                   |